# Адамов Рососки
Адамов Рососки (пољ. Adamów Rososki) је село у Пољској које се налази у војводству Мазовском у повјату Гројецком у општини Хинов.
Од 1975. до 1998. године ово насеље се налазило у Радомском војводству.